# Olios mygalinus
Olios mygalinus is een spinnensoort in de taxonomische indeling van de jachtkrabspinnen (Sparassidae).
Het dier behoort tot het geslacht Olios. De wetenschappelijke naam van de soort werd voor het eerst geldig gepubliceerd in 1857 door Carl Ludwig Doleschall.